# تيري وينتيرز
تيري وينتيرز (بالإنجليزية: Terry Winters)‏ هو رسام أمريكي، ولد في 1949 في ذا برونكس في الولايات المتحدة.